# رانی آلن
رونالد "رانی" آلن  (به انگلیسی: Ronald "Ronnie" Allen) (زاده ۱۵ ژانویه ۱۹۲۹ – درگذشته ۹ ژوئن ۲۰۰۱) بازیکن فوتبال اهل انگلستان که سابقهٔ بازی در تیم ملی فوتبال انگلستان را در کارنامهٔ خود دارد. وی در تاریخ ۲۸ مه ۱۹۵۲ نخستین بازی ملی خود را در مقابل تیم ملی فوتبال سوئیس انجام داد و با حضور در ۵ بازی ملی، در تاریخ ۱ دسامبر ۱۹۵۴ واپسین بازی ملی‌اش را در برابر تیم ملی فوتبال آلمان برگزار کرد.
این بازیکن توانسته در بازی‌های ملی، ۲ گل به ثمر برساند.